# Гехт
«Гехт» (нім. «Hecht» — «Щука», також «Тип XXVII A» нім. «Typ XXVII A») — німецький тип надмалих підводних човнів, розроблений Кріґсмаріне наприкінці Другої світової війни для закладання вибухівки під стоячий на якорі корабель, на ґрунт, або кріпити безпосередньо до його корпусу. Через свої незадовільні технічні параметри не використовувався у бойових діях, а був навчальним для екіпажів «Зеєгунд».

## Історія

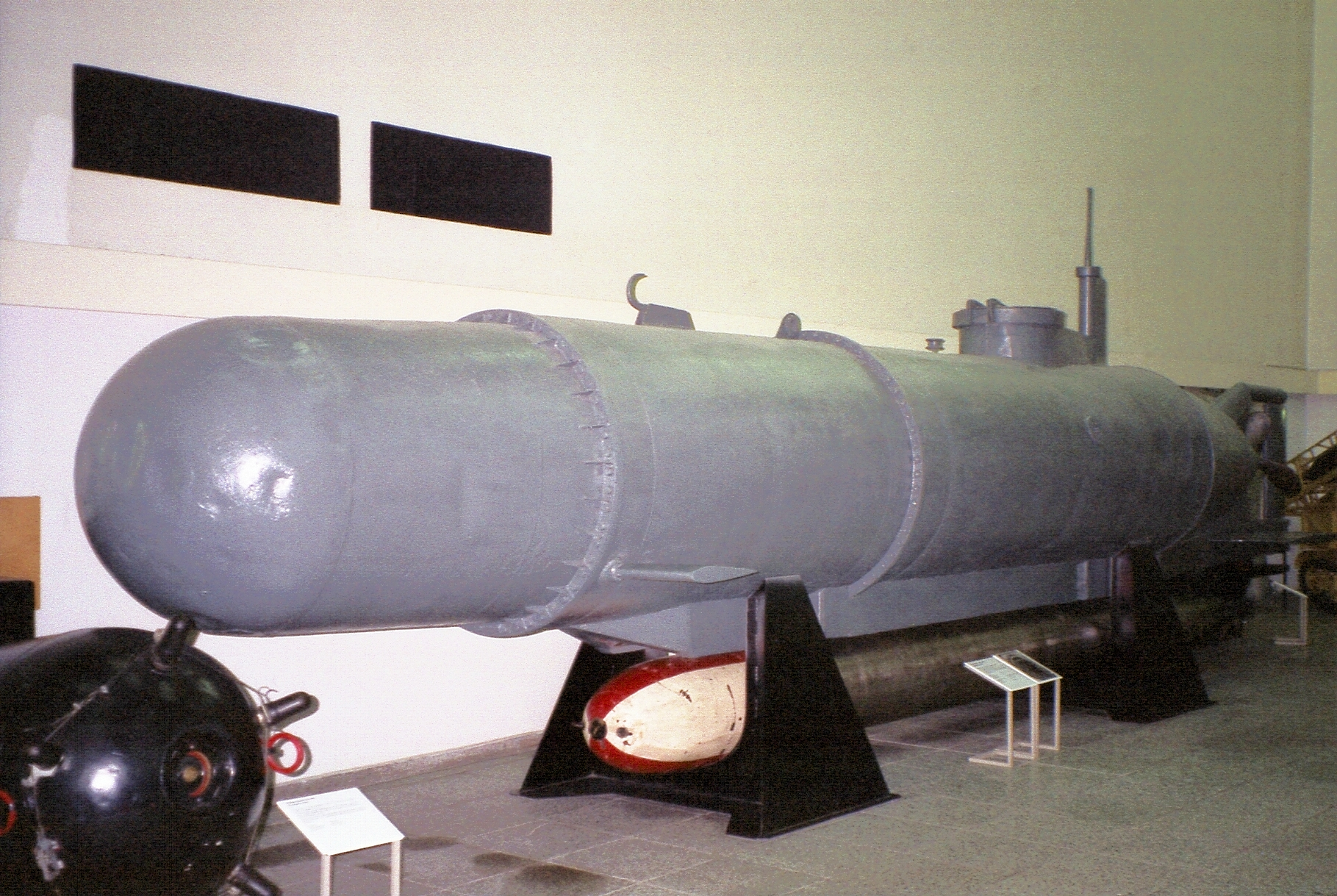
Мінісубмарина «Гехт» у Дрезденському військово-історичному музеї Бундесверу. Вид спереду

До початку Другої світової війни Німеччина немала надмалих підводних човнів. Після того як ВМС Великої Британії провели операцію «Source» проти лінкора «Tirpitz», у вересні 1943 року, під час якої були захоплені англійські підводні човни типу «X», Кріґсмаріне почало розробку власних надмалих підводних човів.
20 квітня 1944 року поблизу Гайліґенгафена, на узбережжі Балтійського моря, було організовано диверсійно-штурмове з'єднання «К» під командуванням підводника віце-адмірала Гельмута Гейє. У січні 1944 року в з'єднання «K-Verbände» були доправлені два трофейні англійські надмалі підводні човни типу «Х» захоплені під час операції «Source».
18 січня 1944 року Карл Деніц презентував Гітлеру програму побудови мінісубмарин типу XXVII А. Гітлер програму схвалив, після чого суднобудівна фірма «Germaniawerft» приступила до будівництва XXVII серії «Гехт». 28 березня 1944 року фірма «Germaniawerft» отримала замовлення на серію з 50 одиниць, хоча спочатку планувалося випустити 190 шт. Човни типу XXVIIA «Гехт» позначалися U-2III — U-2II3, U-225I — U2300, мінісубмарини під номерами U-2II4 — U-2250 були замовлені, але не побудовані.
32 травня 1944 року комапанія «Germaniawerft» виготовила перший прототип двомісного човна XXVII серії «Гехт», на основі проєкту англійських мінісубмарин. Цей прототип став першим надмалим підводним човном побудованим у Німеччині під час Другої світової війни. Загалом було побудовано 53 одиниці надмалих підводних човнів типу «Гехт», три прототипи та 50 мінісубмарин.
Оскільки випробування та експлуатація човнів типу «Гехт» виявили безліч недоліків конструкції, а застосування єдиної торпеди не могло бути надто ефективним, почалося проєктування третьої серії під назвою «Зеєгунд». З використанням різних напрацювань по проєкту «Гехт» були створені ще кілька типів аналогічної техніки.

## Конструкція

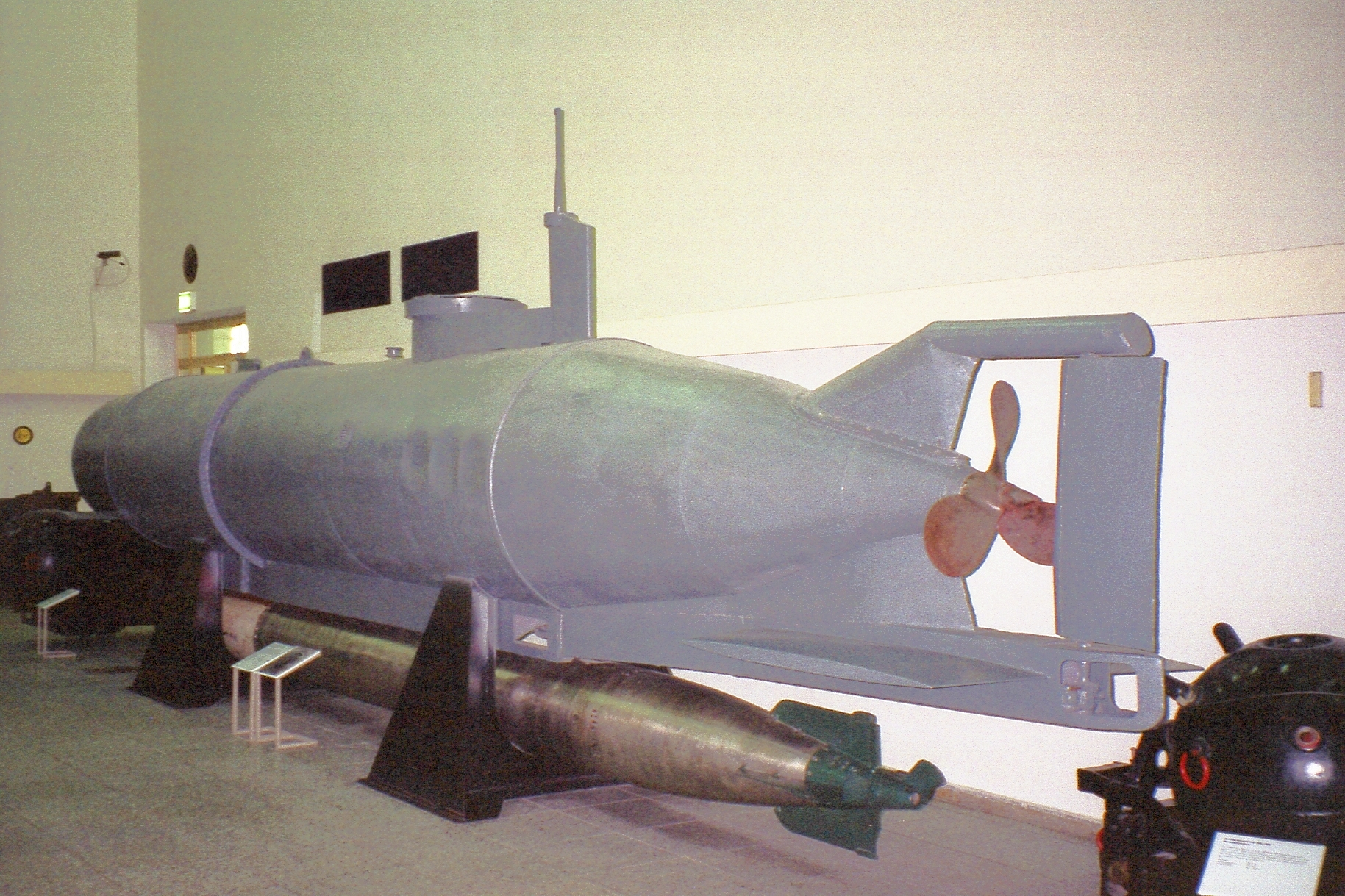
Мінісубмарина «Гехт» у Дрезденському військово-історичному музеї Бундесверу. Вид ззаду

Спочатку підводні човни типу «Гехт» були спроєктовані з водотоннажністю близько 7 тонн, а у в якості зброї мали тільки заряд вибухівки, що мав кріпитися до корабля противника. Але під час проєктування виникли сумніви в доцільності застосування тільки вибухового пристрою, і в остаточному варіанті мінісубмарини типу «Гехт» отримали додатково на озброєння одну торпеду G7e, яка підвішувалася під кілем на спеціальних кріпленнях. Також планувалося створення спеціального носового відсіку, придатного для перевезення водолазів-диверсантів та їх спорядження, але це так і залишилося у планах. У кормовій частині корпусу розмістили електричний мотор потужністю всього 12 к.с.
У процесі створення «Гехту» конструктори та суднобудівники зіткнулися з великою кількістю труднощів, і на момент побудови перших надмалих підводних човнів вже стало зрозуміло, що бойової цінності ці мінісубмарини не мають. До того ж міна, яка повинна була кріпитися до корпусу ворожого корабля так і не була розроблена. Тому замість неї у носовій частині розмістили додаткові акумуляторні батареї.
У човнів типу «Гехт» була відсутня система занурення, оскільки підводні човни типу «Гехт» мали виконувати бойові завдання тільки під водою, без проміжних спливання у надводне положення. Тому інженери встановили всього лише дві цистерни допоміжного баласту, сумарною місткістю 200 літрів, а цистерни головного баласту були відсутні зовсім. Після того як екіпаж спускався у підводний човен, допоміжні цистерни заповнювалися і мінісубмарина вирушала на завдання. При русі у відкритому морі підводні човни типу «Гехт» проявляли недостатню мореплавність та маневреність, а слабка рухова установка серйозно обмежував швидкість руху та дальність плавання.
Врахувавши усі недоліки підводних човнів типу «Гехт» Кріґсмаріне стала використовуватити їх лише для навчання та експериментів.